# Klara Bartkowska
Klara Janina Bartkowska (ur. 16 lutego 1939 w Poznaniu, zm. 23 sierpnia 2010 tamże) – zoolog, parazytolog i entomolog. Wiceprezes Polskiego Towarzystwa Entomologicznego. Profesor i kierownik Zakładu Zoologii Systematycznej na Wydziale Biologii Uniwersytetu im. Adama Mickiewicza w Poznaniu.

## Życiorys
Była córką powstańca wielkopolskiego, Edmunda Bartkowskiego. W 1956 rozpoczęła studia na Wydziale Geologii na Uniwersytecie Wrocławskim, po trzech latach przeniosła się na Wydział Biologii Uniwersytetu Wrocławskiego, a w 1960 na Wydział Biologii i Nauk o Ziemi Uniwersytetu im. A.Mickiewicza w Poznaniu. W 1965 obroniła pracę magisterską, poświęconą pchłom – tym owadom poświęciła swoją pracę badawczą.
W tym samym roku rozpoczęła studia doktoranckie w Zakładzie Zoologii Systematycznej. W 1973 r. obroniła pracę doktorską, dotyczącą pcheł w polskich Tatrach. Praca doktorska została opublikowana w czasopiśmie Fragmenta Faunistica.
Habilitację uzyskała w 1985 roku, a jej praca habilitacyjna została doceniona nagrodą ministra w 1987 roku.
Na UAM zatrudniona była na stanowisku docenta w latach 1988-1991, a na stanowisku profesora i kierownika Zakładu Zoologii Systematycznej w latach 1991-2005. Recenzowała 5 prac doktorskich, 70 prac magisterskich oraz 20 prac licencjackich. Jej naukowy dorobek obejmuje 46 publikacji, w tym cztery monografie i wiele komunikatów konferencyjnych.
Była członkiem towarzystw naukowych: Polskiego Towarzystwa Zoologicznego (była przez wiele lat członkiem zarządu oddziału poznańskiego), Polskiego Towarzystwa Ochrony Przyrody „Salamandra”, Polskiego Towarzystwa Entomologicznego (dwukrotnie była wiceprezesem tego Towarzystwa). Otrzymała Złotą Odznakę PTEnt. Była członkiem komitetu redakcyjnego czasopism naukowych: Badania Fizjograficzne na Polską Zachodnią (od 1994 r.) oraz Polish Entomological Monographs.
Zmarła 23 sierpnia 2010 w Poznaniu, pochowana została na cmentarzu Górczyńskim.